# Aldo Olivieri

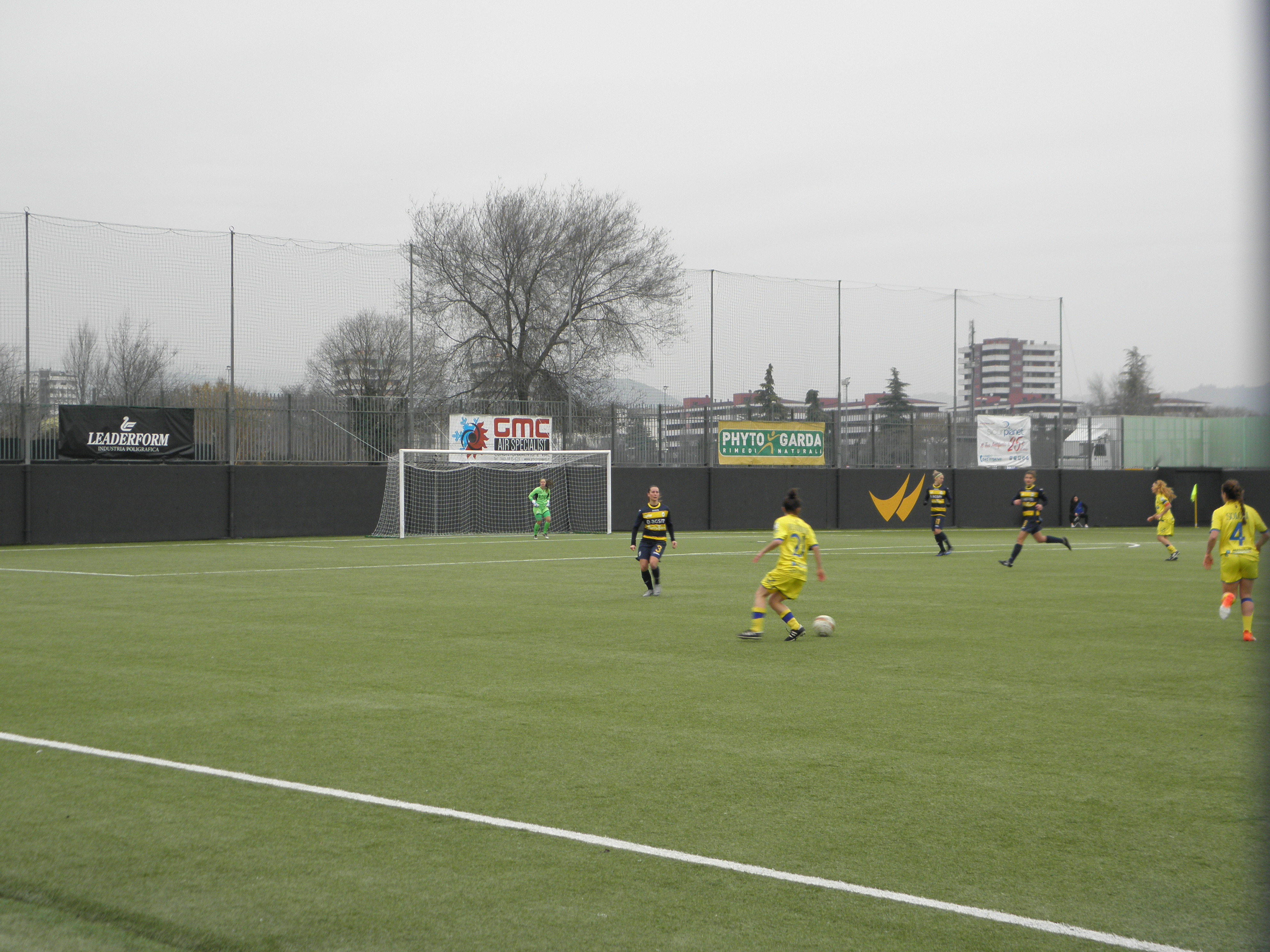
O Stadio Aldo Olivieri, usado pela equipe feminina do Hellas Verona, primeiro clube do goleiro.

Aldo Olivieri (San Michele Extra, 2 de outubro de 1910 — Camaiore, 5 de abril de 2001) foi um futebolista, treinador e dirigente esportivo italiano. Foi o goleiro titular da seleção de seu país na conquista da Copa do Mundo FIFA de 1938, superando um prévio histórico de fratura craniana e de recomeço na segunda divisão italiana.
Seu clube na época do título era a pequena Lucchese. Olivieri havia iniciado a carreira no Hellas Verona e em homenagem ao goleiro a equipe batizou um de seus campos auxiliares de Stadio Aldo Oliveiri, usado pelo departamento de futebol feminino. Oliveiri foi o penúltimo dos titulares campeões de 1938 a falecer; foi em 2001, aos 90 anos.

## Carreira clubística
Olivieri começou a carreira na no Hellas Verona, clube de sua província natal, em 1929. Em 1933, foi ao Padova, e em sua oitava partida pelo novo clube fraturou o crânio ao chocar-se com um atacante. Esteve fora de atividade por um ano e só voltou a jogar por optar em contrariar ordens médicas. Recomeçou a carreira na Lucchese, então uma equipe da segunda divisão italiana.
A Lucchese venceu a Serie B de 1935-36, e em seguida o reerguido Olivieri estreou pela seleção italiana, em 15 de novembro de 1936.[carece de fontes?] Olivieri seguiu no Lucchese e como jogador da equipe foi convocado à Copa do Mundo FIFA de 1938, muito embora seu clube tenha ficado em antepenúltimo na temporada anterior ao torneio, a de 1937-38.[carece de fontes?]
Após a Copa, Olivieri seguiu carreira no Torino. Em sua primeira temporada no Toro, a de 1938-39, foi vice-campeão da Serie A para a Internazionale (Ambrosiana) enquanto sua ex-equipe da Lucchese, sem Olivieri, terminou em última e rebaixada. O goleiro deixou os grenás ao fim da temporada 1941-42, na qual foi novamente vice-campeão, para a Roma.[carece de fontes?] Olivieri jogou por mais uma temporada, encerrando a carreira em 1943 no Brescia, promovido à elite como vice-campeão da Serie B de 1942-43 - curiosamente, o Torino, na mesma temporada, foi campeão da elite,[carece de fontes?] dando início ao chamado Grande Torino.

## Seleção
Olivieri estreou pela seleção italiana em 15 de novembro de 1936, em empate em 2-2 com a Alemanha em Berlim. Meses antes, seu clube, a Lucchese, havia vencido a segunda divisão de 1935-36.[carece de fontes?]
O goleiro italiano titular da Copa do Mundo FIFA de 1934, Gianpiero Combi, havia se aposentado ao fim daquele mundial. Desde então, diversos outros goleiros vinham sendo testados. Carlo Ceresoli, da Internazionale, jogou as seis primeiras partidas pós-Copa, de 1934 ao fim de 1935; Guido Masetti, da Roma, apareceu na primeira partida de 1936. Até a estreia de Olivieri, em novembro daquele ano, Giuseppe Peruchetti (Brescia) jogou duas vezes seguidas e Bruno Venturini (Sampierdarenese) esteve nas quatro partidas das Olimpíadas do ano,[carece de fontes?] ganhas pela Azzurra. Por fim, Ugo Amoretti (Juventus) foi o último antecessor de Olivieiri.[carece de fontes?]
Desde a estreia, Olivieiri esteve nas nove partidas seguintes da Itália, ausentando-se somente da última que a Azzurra realizou antes da Copa do Mundo FIFA de 1938, na qual as metas foram defendidas por Ceresoli (agora do Bologna). Ambos e o romanista Masetti foram os goleiros convocados ao mundial.[carece de fontes?]
Por seu clube, Ceresoli havia ganho o campeonato italiano de 1936-37;[carece de fontes?] ele também deveria ter sido o goleiro titular de 1934, terminando cortado após fraturar-se em treinamento, permitindo que Combi o substituísse. Masetti, por sua vez, havia vencido a Copa anterior exatamente como reserva de Combi, após ser convocado às pressas justamente para repor a vaga deixada por Ceresoli. Apesar do prestígio dos concorrentes e de ter terminado a temporada italiana de 1937-38 pela equipe antepenúltima colocada,[carece de fontes?] Olivieri venceu a disputa pela titularidade na seleção. O representante da Lucchese esteve em todos os jogos da Itália na Copa de 1938.[carece de fontes?]
Na estreia, contra a Noruega, foi descrito como o melhor jogador italiano em uma partida em que o adversário pressionou, contando com o apoio da torcida dos anfitriões franceses. O duelo opusera jogadores profissionais italianos contra amadores noruegueses e assim era esperado como uma goleada, com a vitória italiana por 2-1 sendo vista como decepcionante. O treinador Vittorio Pozzo, irritado, fizera alterações substanciais para a partida seguinte, mas Olivieri foi mantido. O goleiro teve um desempenho excelente, sem ser considerado culpado pelos gols eventualmente sofridos.
Olivieri seguiu como titular da seleção após o torneio, já como jogador do Torino. Foram mais oito partidas seguidas após o mundial, com Masetti interrompendo a série ao ser utilizado em 12 de novembro de 1939 em derrota de 3-1 para a Suíça em Zurique. Olivieri foi reutilizado no compromisso seguinte, uma derrota de 5-2 para a Alemanha em Berlim. Apesar da goleada, ele seguiu como goleiro da Itália nas três partidas seguintes da Azzurra, já no ano de 1940, quando despediu-se da seleção exatamente em reencontro com os alemães, derrotados por 3-2 em Milão.[carece de fontes?]

## Títulos

### Lucchese
- Campeonato Italiano de Futebol - Série B: 1935-36

### Seleção Italiana
- Copa do Mundo FIFA: 1938